# Flavio Biondo
Flavio Biondo (en latin Flavius Blondus), (né en 1392 ou 1388 à Forlì, dans l'actuelle région d'Émilie-Romagne, alors dans les États pontificaux et mort le 4 juin 1463 à Rome) est un historien, archéologue, antiquaire et humaniste de la Renaissance italienne. Il est le premier à utiliser l'expression « Moyen Âge » et est aussi un pionnier de l'archéologie.
On lui doit la découverte à Milan de la copie unique du dialogue de Cicéron : Brutus, de claris oratoribus, dont ses copies furent diffusées dans toute l’Italie. Il fut secrétaire des papes Eugène IV, Nicolas V, Calixte III et Pie II, et composa sur les antiquités de Rome et de l’Italie des ouvrages extrêmement remarquables pour leur époque, et qui ont été longtemps considérées comme des références. Les plus importants se nomment : Romae instaurata lib. III (Vérone, 1481, in-fol.), et Rome triumphantis lib. X (1482, in-fol.). Ses œuvres ont été réunies à Bâle (1559).

## Biographie
Flavio Biondo  est né en 1388 ou en 1392. D'après son épitaphe, il vécut soixante-quinze ans, et mourut le 4 juin 1463. Vossius le rapporte, comme tiré de la Description de Rome de Georgius Fabricius. Le père Labbe, dans son Trésor d’Épitaphes, et Schraderus, dans ses Monuments d’Italie, le rapportent de la même façon. Quelques autres la rapportent comme si elle ne donnait à Blondus que soixante et onze ans de vie ; mais il s'agit probablement d’une faute d’impression copiée plusieurs fois, et dont il ne faut pas se prévaloir pour soutenir ce qu’a dit Paul Jove, que Blondus mourut à l’âge de soixante-dix ans. Je remarquerai par occasion une méprise semblable, qui se trouve dans Vossius : les imprimeurs ont inscrit MCCCLVIII au lieu de MCCCCLVIII ; car il s’agit de l’année que Jean Gobelin désigne, en parlant de la mort de Flavius Blondus : rr Vossius savait très-bien que cette année est la 63 du XVe siècle. Sandius n’a pas observé cette faute. Magirus, en rapportant l’épitaphe, et partout ailleurs où il marque l’année mortuaire de Blondus, met 1363, au lieu de 1463.
Né dans la ville de Forlì, capitale de la Romagne où il reçut une instruction poussée, Flavio Biondo part pour Rome en 1433 ; nommé au secrétariat papal en 1444, il amorce une activité d'écrivain. Il fut secrétaire des papes Eugène IV, Nicolas V, Calixte III et Pie II (Piccolomini). Il découvrit à Milan l'exemplaire unique du dialogue de Cicéron De claris oratoribus, dont toute l'Italie posséda bientôt des copies.
Les biographes sont incertains de savoir lequel de ces deux noms est celui de famille et lequel est le prénom du savant qui les a portés dans le XVe siècle. D’un côté, son inscription sépulcrale, les Annales de Forli sa patrie, citées par Muratori, et plusieurs lettres du savant Philelphe, son contemporain, l’appellent Biondo Flavio ; de l’autre, Palmieri, dans sa Chronique, Paul Jove, dans ses Éloges, Leandro Alberti, dans sa Description de l’Italie, Joseph Scaliger et quelques autres auteurs le nomment Flavio Biondo. Girolamo Tiraboschi, en adoptant la première opinion, déclare qu’il ne fera point la guerre à ceux qui sont de la seconde. Nous ne sommes pas plus disposé à la faire à ceux qui pensent comme lui ; cependant, quoique nous ayons d’abord été de son avis sur ces deux noms, comme le prouve la place même que nous leur avons réservée dans l’ordre alphabétique, nous avouerons que nous avons là-dessus un scrupule aussi fort qu’on en puisse avoir sur un pareil sujet. C’est en latin que cet auteur a toujours écrit, et ses noms latins sont Flavius Blondus. Quelque nom de saint qu’il eût reçu au baptême, on voit qu’il le changea en entrant dans la carrière des lettres pour le nom romain Flavius, selon l’usage de son temps ; mais Blondus n’est point un nom latin, et ne peut être que le nom italien Blondo latinisé. Notre auteur avait un frère nommé Matteo Biondo, qui était abbé de Sainte-Marie de la Rotonde ; et il dit lui-même de ce frère, dans un de ses ouvrages : Praestque illi monasterio abbas Matthoeus Blondus nobis frater germanus ; enfin, ses descendants ont porté le nom de Biondo, et non celui de Flavio. On a aussi prétendu qu’il était de la famille des Ravaldini, l’une des plus distinguées de Forli ; Apostolo Zeno, dans ses notes sur la Bibliothèque italienne de Fontanini, est lui-même de cet avis. Tiraboschi permet bien qu’on en soit, mais il avoue qu’il n’en voit pas de preuves assez certaines ; et c’est encore un doute qu’on peut partager avec lui.
Flavio Biondo naquit à Forli eu 1388. Il apprit la grammaire, la rhétorique et la poétique du savant Jean Ballistario de Crémone. Il était encore fort jeune lorsqu’il fut envoyé à Milan par ses concitoyens pour traiter de quelques-unes de leurs affaires ; et ce fut alors qu’ayant trouvé le manuscrit unique du dialogue de Cicéron De claris oratoribus, il en fit de sa main une copie qui, envoyée à Vérone et ensuite à Venise, répandit cet ouvrage dans toute l’Italie. Biondo se préparait à partir pour Rome en 1430, lorsque Francisco Barbaro, noble vénitien qui avait pour lui beaucoup d’estime, ayant été nommé préteur de Bergame, lui offrit la place de son chancelier, qu’il accepta. Il se rendit à Rome sous le pontificat d’Eugène IV et lui fut si bien recommandé, que ce pape le choisit, peu de temps après, pour son secrétaire. Eugène l’envoya en 1434, avec l’évêque de Recanati, en ambassade à Florence et à Venise, pour demander des secours à ces deux républiques ; sa mission y obtint peu de succès, mais il en eut lui-même un très-grand ; il se vit accueilli partout avec empressement, et reçut même à Venise le titre de citoyen pour lui et pour ses descendants. Il était pour la seconde fois à Florence en 1441, sans doute avec ce même pape qui y résidait depuis quelques années. Pendant tout le reste de la vie d’Eugène, qui ne mourut qu’en 1447, Biondo remplit auprès de lui le même emploi ; il le conserva sous ses trois successeurs, Nicolas V, Calixte III et Pie II. Il parait cependant qu’il fut calomnié par ses ennemis auprès du premier de ces trois pontifes, et qu’il en résulta pour lui une sorte de disgrâce. Il s’absenta de Rome en 1450, fit quelque séjour à Ferrare, et voulut inutilement obtenir, par le crédit de Philelphe, un emploi honnête à la cour du duc de Milan, François Sforza ; mais il retourna enfin à Rome en 1453 : Nicolas V lui fit un très bon accueil et lui rendit toute sa confiance. Dans cette place, qu’il occupa si longtemps, il aurait facilement fait sa fortune, s’il avait pris l’état ecclésiastique ; mais il était marié. Content de laisser à ses cinq fils une éducation soignée et de les avoir formés aux sciences, il partagea le peu de biens qu’il avait pu amasser entre ses filles, pour leur servir de dot.
Ses fils portaient les prénoms d’Antoine, Gaspar, Jérôme, Julien et François, et tous cinq le nom de Riondo. Magnam spem, dit-il lui-même. Dei munere constitutam videmus in quinque BIONDIS natis nostris qui literis omnes pro aetate sunt pleni (Ital. illustr. Region., t. 6, p. 348. Ce passage nous parait laisser peu de doute sur la question de savoir si c’était Florio ou Biondo qui était son nom de famille.
Il mourut à Rome le 4 juin 1463, âgé de 75 ans, laissant plusieurs savants ouvrages qui ont été recueillis et publiés ensemble à Bâle en 1531 et réimprimés en 1559.

## Archéologie
En 1430, lorsque Poggio Bracciolini escalade le Campidoglio ; il ne vit autour de lui qu'une étendue de champs abandonnés : le forum romain, peuplé de cochons et où croissait librement la végétation. Flavio Biondo et d'autres humanistes comme Battista, Alberti, commencèrent à étudier l'architecture, la topographie et l'histoire de la Rome ancienne, soit en recherchant de la documentation chez les auteurs classiques, soit en explorant les vestiges. En 1459 il publia Les triomphes de Rome, histoire de la Rome païenne, érigée en modèle de gouvernement et d'organisation militaire. Le livre eut une grande influence et insuffla le patriotisme et le respect pour la Rome ancienne tout en présentant la Papauté comme la continuation de l'Empire romain.
Ses trois encyclopédies vont nourrir ultérieurement de nombreuses œuvres sur l'antiquité romaine. De ses travaux archéologiques Flavio Biondo publia trois guides documentés des ruines de l'ancienne Rome, qui lui conférèrent sa renommée de « premier des archéologues ».

### Les œuvres archéologiques

#### Pour
Premièrement, le long séjour qu’il fit à Rome et l’examen attentif des restes innombrables d’antiquité, dont cette capitale du monde était remplie lui firent concevoir l’idée de publier une description, la plus exacte qu’il lui serait possible, du site, des édifices, des portes, des temples et des autres monuments de l’ancienne Rome ; c’est ce qu’il exécuta dans un ouvrage qu’il dédia au pape Eugène IV, et qui est intitulé : Romae instauratur libri tres : ouvrage d’une érudition prodigieuse pour le temps, et dans lequel les monuments sont expliqués, pour la première fois, par les témoignages des anciens auteurs, recueillis et examinés avec un soin et une attention infatigables. La première édition de ce livre parut, selon Maittaire, à Vérone, 1482, in-fol. 
Deuxièmement, le gouvernement, les lois, la religion, les cérémonies des sacrifices, la milice, la guerre, les triomphes, enfin la forme entière de l’administration de la république romaine, sujet encore plus difficile, qui exigeait plus de travail et de plus longues études, et qui n’avait encore été essayé par personne, fut l’objet d’un autre ouvrage de Biondo, qu’il n’écrivit que dans les dernières années de sa vie ; il lui donna pour titre : Romae triumphantis libri decem, et le dédia au pape Pie II : le même bibliographe en cite une première édition de la même année 1482, à Brescia, aussi in-fol.
Troisièmement, c’est encore à l’étude des antiquités qu’il faut rapporter l’ouvrage qu’il composa, à la demande d’Alphonse d’Aragon, roi de Naples, et qui contient, sous le titre d’Italia illustrata, la description de l’Italie entière, divisée comme elle l’était anciennement en quatorze régions, avec des recherches sur l’origine, l’histoire et les révolutions de chaque province et de chaque ville. La première édition parut à Rome, chez Johannes Philippus de Lignamine, en 1474, in-fol., par les soins de son fils Gaspard Biondo. Le succès de cet ouvrages fut tel que Leandro Alberti en reprit le plan, et de nombreuses informations, dans La Descrittione di tutta Italia (1550).

#### Contre
Né à Forli, en Italie, en l’an 1388, s’attacha aux belles-lettres avec tant d’application, et avec tant de succès, qu’étant allé à Rome dans un temps où les hommes doctes étaient plus rares qu’ils ne le furent depuis, il y trouva bientôt des patrons parmi même les cardinaux, qui le recommandèrent au pape Eugène IV ; et lui firent obtenir auprès de lui la charge de secrétaire. Il fut prolongé dans cet emploi par les successeurs d’Eugène, jusqu'à Pie II, sous le pontificat duquel il mourut, le 4 juin 1463. Il écrivit de nombreux livres (b), et entre autres une Histoire depuis l’an 400 jusqu'à l’an 1440. Il n’approche pas de la pureté de style, qui a paru dans quelques historiens du XVIe siècle, et il ne faut pas même trop se fier à tout ce qu’il dit ; car, quand même l’on se persuaderait qu’il agissait de bonne foi, on devrait considérer qu’il suivait des guides trompeurs, et qu’il avait plus en vue de rassembler beaucoup de choses, que d’examiner si elles étaient véritables. On serait néanmoins ingrat et, injuste, si l’on ne reconnaissait que ses travaux ont été utiles à la république des lettres, et si l’on n’avait égard aux difficultés qu’il rencontrait, étant presque le premier qui eût entrepris la restauration des antiquités romaines. Quoiqu’il fût chargé de famille, il se comporta en bon philosophe à l’égard des richesses : il ne tâcha point d’en acquérir, et il ne voulut pas même laisser à ses fils une portion de l’héritage ; car les voyant bien élevés et assez âgés pour qu’ils pussent travailler à leur fortune, il laissa à ses filles tout son bien. Ceux qui voudront connaître les divers jugements que l’on a faits de ses livres, pourront consulter l’Eponymologium de Magirus, Hankius de Scripturibus Rerum Romanarum, et la Censura celebriorum auctorum de Pope Blount. Quelques-uns soutiennent qu’il le faut nommer Blondus Flavius, et non pas Flavius Blondus. Ces deux noms signifient la même chose.

## Les œuvres historiques
Ouvrages historiques les plus importants : 
- Italie illustrée, publié en 1474,
- Décennies historiques depuis le déclin de l'Empire romain publié en 1483.

### Italia illustrata
Italie illustrée est un livre de géographie, établi à partir des voyages personnels de l'auteur, et sur l'histoire des provinces italiennes alors au nombre de dix-huit. L'histoire commence avec la République romaine et l'Empire romain, traverse 400 ans d'invasions barbares et analyse les rapports avec l'Empire carolingien et le Saint-Empire romain germanique. Ouvrage en cours de numérisation par Les bibliothèques virtuelles humanistes.

### Historiarum ab inclinatione Romani imperii ad annum 1440[4]
Il avait entrepris un ouvrage historique d’une plus grande étendue, et qui devait embrasser l’histoire générale depuis la chute de l’Empire romain jusqu’à son temps ; mais lorsqu’il mourut il n’en avait écrit que trois décades et le premier litre de la quatrième, qui furent imprimés d’abord séparément : Historiarum ab inclinatione Romani imperii ad annum 1440, decade III, libri XXXI, Venise, 1483, In-fol.
Le pape Pie II (Anaeas Sylvius) fut si satisfait de ce travail, qu’il voulut en faire un abrégé, qui parut à la suite de la seconde édition : cum abreciatione Pii II, papae. Venise, 1484, in-fol. ; mais, l’abrégé ne s’étend que jusqu’à la fin de la deuxième décade.
C'est lui qui introduit pour la première fois le concept de « Moyen Âge », qui couvrira toute cette période.
Le même recueil contient encore un ouvrage sur l’origine et l’histoire de la république de Venise, lequel avait aussi paru une première fois sous le titre : De origine ac gestis Venetorum, Vérone, 1481, in-fol. La bibliothèque d’Oxford possède, dit-on, un manuscrit intitulé Blondi Consultatio an bellum vel pax cum Turcis magis expediat recip Venetae. La décision de l’auteur est pour la guerre. On cite aussi deux manuscrits de lui, dans la bibliothèque du Vatican, l’un ayant pour titre De expeditione in Turcas ad Alphonsum regem ; et l’autre : Decadem ad ducem Gennae. Le sujet est le même que celui du précédent, et ils tendent au même but. Les ouvrages historiques Biondo pèchent surtout par le style, qui est sec et peu élégant. Ceux qui ont l’antiquité pour objet ont le même défaut ; on y peut reprendre aussi des erreurs et beaucoup d’omissions. Rome et l’Italie furent mieux connues et mieux décrites par les antiquaires du Xe siècle, et l’ont été plus parfaitement encore dans le 18e et de nos jours ; mais Flavio Biondo entra le premier dans la carrière ; il l’aplanit, il la prépara pour ceux qui devaient le suivre, et ses ouvrages, quoique imparfaits, supposent en lui beaucoup de savoir, d’application et de sagacité.